# Hyracotheium
Hyracotheium ali Eohippus je vrsta prakonja iz roda konjev, kamor so uvrstili različne vrste, ki so živele pred 55 milijoni letv Evropi in Severni Ameriki. Prakonj je bil velik kot današnja mačka ali manjši pes. V njegovem času življenja so bile temperature višje, naselil se je v zmernih širinah tropskih gozdov. Prakonj je res prednik današnjih konjev, vendar je bolj podoben jelenom in antilopam.
| Osnovni podatki:                     |
| ------------------------------------ |
| Dolžina(brez repa): 60-90cm          |
| Višina: 30-45cm                      |
| Teža: 5-15kg                         |
| Število mladičev: 1                  |
| Življenjski prostor: tropski gozdovi |
| Hrana: sadeži, mehko listje          |
| Obnašanje: talni prebivalec          |

## Kje in kdaj je živel?
Živeli so v Evropi in Severni Ameriki pred 50-55 milijonov let. Nekatere vrste so kmalu izumrle, druge so se pred izumrtjem še bolj razvile, iz ene vrste se je razvil današnji konj.

## Evolucija
Prakonj je živel pred približno 55 milijoni let. V tem času so se živali sprehajale iz Severne Amerike v Evropo čez Grenlandijo. Ko so se kontinenti ločili zaradi premikanja zemeljskih plošč, sta bila kontinenta odrezana drug od drugega. Ločeval ju je Severnoatlantski ocean, zato sta se razvili dve različni populaciji živali.
Evropski Prakonj je postal kmalu višji in veliko jih je zraslo do velikosti zebre. Prehranjevali so se z list dreves. Spadali so v družino Palaeotheriidae, ki je izumrla pred približno 37 milijoni let.
Iz Severnoameriške populacije se je razvila družina Equidae, konji, ki jih poznamo danes. Vedno bolj so rasli v višino, prsti so zakrneli v enega, ki nosi kopito. S pomočjo takšne nožne opore so živele te vrste raje v hladnih in odprtih ledinah, saj jim je kopito nudilo veliko stabilnosti. To je tudi eden od vzrokov za odhod iz tropskih gozdov.

## Zgodovina
Prve fosile Prakonja so leta 1839 našli na grofijskem posestvu Kent. Angleški znanstvenik Richard Owen je mislil, da je konj križanec med zajcem in pečinarjem.
Izhajal je iz tega, da je Prakonj v sorodu s svinjami. Do tega napačnega sklepanja je prišel na podlagi velikosti lobanje konja in njegovih zob. Ko so znanstveniki veliko pozneje odkrili še en primerek fosilnih ostankov, so na osnovi teh ugotovili sorodstvo z današnjim konjem. Današnji konji so dobri tekmovalni konji.

## Življenjski prostor
Današnji konji imajo drugače oblikovane noge, kot jih je imel Prakonj. Ta je imel na sprednjih nogah štiri in na zadnjih tri prste, ter na vsakem prstu je imel malo kopito. Današnji konji imajo le en prst, ki se je preoblikoval v kopito. Okončine Prakonja so bile relativno dolge in dobro prilagojene za hojo in tek.
Iz fosilnih rastlinskih ostankov in spoznanj prejšnjih najdb skupnosti sesalcev lahko sklepamo, da so živeli v tropskih gozdovih. Takrat so bile temperature mnogo višje. Ni bilo polarnega ledu, zato so se vedno zeleni gozdovi raztezali precej visoko. Zelo nazorno si lahko predstavljamo, kako se je Prakonj pasel.

## Prehranjevanje
Današnji konj se hrani s travo, z različnimi vlaknastimi rastlinami, ovsom in senom. Njegova hrana je trda in groba, zato imajo njegovi zobje velike krone, da se preveč hitro ne obrabijo. Zobje Hyracotheriumsa so bili nizki, nekako podobni človeškim. Iz tega znanstveniki sklepajo, da se je hranil z mehko hrano. Reže in brazde v zobeh dajo misliti, da je bila hrana prakonja sestavljena iz listov in sadežev.

## Razmnoževanje
O razmnoževanju Prakonja je malo znanega. Več vedo znanstveniki o sorodnem konju Propaleotheriumu. Njegovi fosili so stari najmanj 49 milijonov let. Našli so kompletne skelete v kamnitih plasteh v rudniku Messel pri Darmstadtu. Med njimi so našli tri skelete samic. V vsaki živali so našli fetus, vendar je bil močno razvit le eden. Tudi današnje kobile skotijo eno samo žrebe, kar je bil primer pri Prakonjih. Prav zato moramo iskati vzroke za dolgo brejost današnje kobile pri prakonju. Verjetno je bilo nekoč pri prakonju Hyracotheriumu enako kot danes, da so kobile dolgo nosile in skotile le enega žrebička.

## Zanimivosti
- Še bolj stari predniki konj so bili majhni prvotni sesalci, prakopitarji, ki so živeli v zgodnjem paleocenu in v poznem eocenu.
- En primerek prakonja je bil tako dobro ohranjen, da so znanstveniki ugotovili vsebino želodca živali. V njem so našli ostanke listja in semen, podobnim grozdju. To je potrdilo teorijo o prehrani, ki so jo razvili na podlagi zob.
- Najstarejša odkritja fosilov prakonja so bili najdeni na jugu Velike Britanije. Največ so jih našli v ilovnatem dnu pod morjem, v nakopičenih plasteh 'londonske ilovice'.